# Медиадискурс
Медиадискурс — совокупность всех процессов и производных речевой деятельности в области средств массовой информации, в том числе и вопросы их координирования со всеми его сложностями.
Медиадискурс, призван дать оценку общественному состоянию, в культурно-языковом вопросе, который, по сути, отражает статус-кво общества.

## Изучение
На данный момент существуют обширное количество путей к определению и типологизации дискурса. В свою очередь, такое многообразие существует благодаря тому, что «анализ дискурса — междисциплинарная область знания, находящаяся на стыке лингвистики, социологии, психологии, этнографии, семиотического направления литературоведения, стилистики и философии». Кожемякин и Переверзев выделили два способа, на основании которых делается анализ аспектов медиадискурса.
Екатерина Грибовод дала следующую оценку ранее упомянутым способам:
Согласно первой из них, медиадискурс есть такой тип дискурса, который фиксирует сущностные — когнитивные и коммуникативные — характеристики речемыслительной деятельности, проявляющиеся исключительно в информационном поле массмедиа. Рассматривая дискурс в таком направлении, можно его сравнить с политическим, религиозным, научным дискурсом, поскольку различия будут заключаться лишь в некоторых модификациях параметров дискурса.

Согласно второй точке зрения, выделение медиадискурса в самостоятельный тип дискурса происходит на основании несколько иных критериев, нежели традиционное выделение институциональных дискурсов (политического, религиозного, медицинского, научного, медицинского и прочее)
Тем не менее, определять какую-то единую трактовку или выстраивать единый фундамент основ медиадискурса невозможно (хоть и сложились определённые традиции по изучению). Также нужно учитывать мотивы, традиции и цели исследовательской группы. По большему счёту данная отрасль зависит и от культуры общества, которая, к слову, последнее время, с учётом развитии информационных технологии выстраивает новые ценности. Происходит, также, демократизация СМИ, что способствует «налаживанию диалога между зрителем и массмедии».